# Fat Joe
Fat Joe, pseudonimo di Joseph Antonio Cartagena (New York, 19 agosto 1970), è un rapper statunitense di origini cubane e portoricane.
Dopo una brillante carriera negli anni novanta, in cui prese parte anche nel gruppo D.I.T.C., che raggruppa stelle dell'Hip hop, ha ottenuto un buon successo commerciale, specialmente in America.

## Biografia
Joe diventa popolare presso la scena underground hip hop, sotto lo pseudonimo di "Joey Crack", durante l'inizio degli anni 1990 continuando a rimanerlo oltre la metà del decennio, anche grazie all'affiliazione con la D.I.T.C. Crew (Diggin' in the Crates), di cui fanno parte rapper di tutto rispetto come A.G., O.C., Diamond D, Big L e Lord Finesse. Con l'album del 2001 J.O.S.E. (Jealous Ones Still Envy), Joe mette a segno due ottimi colpi con i due singoli We Thuggin', assieme ad R. Kelly, e What's Luv?, con la promessa dell'R&B Ashanti, che diventa una delle hit di maggiore successo del 2002. Verso la fine del 2002, Joe pubblica l'album Loyalty che contiene i singoli Crush Tonite (featuring Ginuwine) e All I Need. Il rapper inoltre appare in diversi film come Empire con John Leguizamo e Peter Sarsgaard.
Fat Joe incise l'album Don Cartagena nel settembre 1998. Dopo diversi cambiamenti (inclusa la morte improvvisa di Big Pun e l'espulsione di Cuban Link) la clique fa uscire un secondo album True Story nel luglio 2004. Il singolo Lean Back in cui compare solo Fat Joe e il nuovo membro Remy Ma (già nota come Remy Martin) diventa una grande hit e raggiunge il numero uno della Billboard Singles Chart. Il brano venne poi inserito nella colonna sonora del videogioco Need for Speed: Underground 2. La canzone fu poi remixata da Lil Jon, con una nuova strofa di Joe e il  featuring di Eminem, Ma$e e Lil Jon. Nel settembre 2004, Jose Mulero, una ex guardia del corpo di Fat Joe, è arrestato e accusato di un omicidio risalente al 1994, nella cui sparatoria pare fosse implicato anche Fat Joe.
Alla fine del 2004 Fat Joe ritorna al successo per la partecipazione nel brano New York di Ja Rule, dove compare anche Jadakiss. A causa di questa collaborazione nasce una lite con 50 Cent: questi lo prende in giro nel suo brano Piggy Bank (dall'album The Massacre del 2005) e Fat Joe ribatte che, diversamente da lui, 50 Cent non si è mai esibito live nei club; per questo offre anche un premio di 1000 dollari a chi gli porterà una foto di un concerto di 50 Cent in un club. Esce poi una canzone che risponde a Piggy Bank: è My Fofo (riferito a una pistola 44 Magnum), bonus track dell'album All or Nothing, insieme al remix di Lean Back con Eminem e Lil Jon.. Il primo singolo è "So Much More", nel cui video compare DJ Kay Slay, che si era fatto anche chiamare il "Fat Joe nero". Nel secondo singolo, prodotto da Scott Storch "Get It Poppin'", compare anche Nelly; il brano è usato come sigla di WWE 2005 SummerSlam.

## Discografia

### Album in studio
- 1993 – Represent
- 1995 – Jealous One's Envy
- 1998 – Don Cartagena
- 2001 – Jealous Ones Still Envy (J.O.S.E.)
- 2002 – Loyalty
- 2005 – All or Nothing
- 2006 – Me, Myself & I
- 2008 – The Elephant in the Room
- 2009 – Jealous Ones Still Envy 2 (J.O.S.E. 2)
- 2010 – The Darkside Vol.1
- 2017 – Plata o Plomo (con Remy Ma)
- 2019 – Family Ties (con Dre)
- 2021 – What Would Big Do 2021 (with DJ Drama)

### Mixtape
- 2011 – The Darkside Vol. 2
- 2013 – The Darkside Vol. 3

### Singoli
- 1993 – Flow Joe
- 1993 – Watch the Sound (ft. Grand Puba & Diamond D)
- 1994 – The Shit Is Real
- 1995 – Success
- 1996 – Envy
- 1998 – Don Cartagena (ft. Puff Daddy)
- 1998 – Bet Ya Man Can't (Triz) (ft. Big Pun, Cuban Link & Triple Seis)
- 2000 – Feelin' So Good (ft. Jennifer Lopez & Big Pun)
- 2001 – We Thuggin' (ft. R. Kelly)
- 2001 – Opposites Attract (What They Like) (ft. Remy Ma)
- 2001 – What's Luv? (ft. Ashanti & Ja Rule)
- 2001 – My Lifestyle (Remix) (ft. Funkmaster Flex, Jadakiss & Remy Ma)
- 2002 – Live Big (Remix) (ft. Sacario & Angie Martinez)
- 2002 – Crush Tonight (ft. Ginuwine)
- 2003 – All I Need (ft. Tony Sunshine & Armageddon)
- 2003 – I Want You (ft. Thalía)
- 2003 – Shorty (Put It On the Floor) (ft. Busta Rhymes, Chingy & Nick Cannon)
- 2004 – Not Your Average Joe (ft. DJ Kayslay, Joe & Joe Budden)
- 2004 – New York (ft. Ja Rule & Jadakiss)
- 2005 – So Much More
- 2005 – Get It Poppin' (ft. Nelly)
- 2005 – Hold You Down (ft. Jennifer Lopez)
- 2005 – I Don't Care (ft. Ricky Martin & Amerie)
- 2006 – Holla at Me (ft. DJ Khaled, Lil Wayne, Paul Wall, Rick Ross & Pitbull)
- 2006 – Más Maíz (ft. N.O.R.E., Nina Sky, Big Mato, La Negra of LDA, Lumidee, Chingo Bling & Lil Rob)
- 2006 – Damn
- 2006 – Clap & Revolve
- 2006 – Make It Rain (ft. Lil' Wayne)
- 2007 – We Takin' Over (ft. DJ Khaled, Akon, T.I., Rick Ross, Birdman & Lil Wayne)
- 2007 – I Won't Tell (ft. J. Holiday)
- 2008 – Ain't Sayin' Nothin' (ft. Plies & Dre)
- 2009 – One (ft. Akon)
- 2009 – Aloha (ft. Pleasure P & Rico Love)
- 2010 – (Ha Ha) Slow Down (ft. Jeezy)
- 2010 – If It Ain't About Money (ft. Trey Songz)
- 2011 – Another Round (ft. Chris Brown)
- 2012 – Pride N Joy (ft. Kanye West, Miguel, Jadakiss, Mos Def, DJ Khaled, Roscoe Dash & Busta Rhymes)
- 2012 – Yellow Tape (ft. Lil Wayne, ASAP Rocky & French Montana)
- 2013 – Ballin' (ft. Wiz Khalifa & Teyana Taylor)
- 2013 – Love Me Long Time (ft. Future)
- 2013 – Your Honor (ft. Action Bronson)
- 2013 – All We Know (ft. DJ Absolut, Ace Hood, Ray J, Swizz Beatz & Bow Wow)
- 2014 – Another Day (ft. Rick Ross, French Montana & Tiara Thomas)
- 2014 – Stressin' (ft. Jennifer Lopez)
- 2014 – Nadie Como Tú (ft. Leslie Grace)
- 2016 – All the Way Up (ft. Remy Ma & French Montana)

## Filmografia parziale
- Thicker Than Water (1999)
- Prison Song (2001)
- Empire - Due mondi a confronto (Empire) (2002)
- Scary Movie 3 - Una risata vi seppellirà (2003)
- Happy Feet (2006) - voce
- La scuola serale (2018)